# Thembinkosi Lorch
Thembinkosi Lorch, né le 22 juillet 1993 à Bloemfontein, est un footballeur international sud-africain. Il évolue actuellement au Wydad AC, en prêt de Mamelodi Sundowns.

## Biographie

### En club

#### Maluti FET College
Il commence sa carrière en 2013 à Maluti FET College qui vient d'être promu en National First Division. Il marque pour son premier match le 22 septembre 2013, lors d'une victoire 2-1 face à Witbank Spurs. Il inscrit 4 buts en 23 apparitions et permet à son équipe de se maintenir. Sa seconde saison est également satisfaisante sur le plan personnel mais l'équipe termine à la place de lanterne rouge.

#### Orlando Pirates
En mai 2015, il rejoint Orlando Pirates qui le prête immédiatement à Cape Town All Stars pour une saison.

##### Prêt à Cape Town All Stars
Lorch enchaîne donc une troisième saison consécutive en National First Division. Il fait ses débuts le 22 août 2015, contre Moroka Swallows (victoire 2-0) et marque son premier but à l'occasion d'un doublé le 13 février 2016, face à Vasco da Gama (victoire 2-1).

##### Prêt à Chippa United
En juillet 2016, il est à nouveau prêté, à Chippa United en Absa Premiership . Il joue son premier match dans l'élite le 23 août 2016, face à Free State Stars (victoire 2-1). À cette occasion, il délivre deux passes décisives. Sa première réalisation survient le 28 septembre 2016, lors d'une victoire 4-1 contre Baroka. Son prêt prend fin en janvier 2017.

##### Retour à Orlando Pirates
Il joue son premier match sous le maillot des Pirates le 8 février 2017, face à Platinum Stars (0-0). Il marque son premier but le 7 mars 2017, lors d'un match nul 1-1 contre Supersport United. Il devient rapidement un élément important de l'effectif et aide son équipe à atteindre la seconde place du championnat en 2017-2018 puis en 2018-2019. Il joue son premier match en Ligue des champions de la CAF le 15 décembre 2018, contre les namibiens d'African Stars (0-0). Il réalise une excellente saison 2018-2019 et est récompensé par le titre de meilleur joueur de la saison.

### En sélection
Il honore sa première sélection en équipe d'Afrique du Sud le 18 juin 2016, lors de la Coupe COSAFA 2016 contre le Lesotho. La sélection sud-africaine remporte la compétition.
Il participe ensuite à la Coupe d'Afrique des nations 2019, en Égypte. Lors des huitièmes de finale face à l'Égypte, il inscrit le but de la victoire (1-0) qui permet à sa sélection de se qualifier pour les quarts de finale.

#### Buts en sélection
| N° | Date           | Lieu                                           | Adversaire | Score | Résultat | Compétition                      |
| -- | -------------- | ---------------------------------------------- | ---------- | ----- | -------- | -------------------------------- |
| 1. | 6 juillet 2019 | Stade international du Caire, Le Caire, Égypte | Égypte     | 1–0   | 1-0      | Coupe d'Afrique des nations 2019 |

## Palmarès

### En club

#### Orlando Pirates
- Absa Premiership :
  - Vice-champion : 2017-2018 et 2018-2019
- Coupe d'Afrique du Sud :
  - Vainqueur : 2022-2023
  - Finaliste : 2016-2017
- Coupe de la confédération :
  - Finaliste : 2021-22

#### Mamelodi Sundowns
- Absa Premiership :
  - Champion : 2023-2024

### En sélection
- Coupe COSAFA (1)
  - Vainqueur : 2016

### Distinctions personnelles
- Footballeur de la saison du championnat sud-africain 2018-2019
- Joueur de la saison élu par ses pairs du championnat sud-africain 2018-2019